# Howl
Howl je pjesma koju je napisao Allen Ginsberg 1955. godine a objavljena je u negovoj prvoj zbirci poezije Howl i druge pjesme 1956. Pjesma se smatra jednim od velikih djela Beat Generacije, usporedno uz Kerouacov roman Na cesti (1957.) i Burroughsovim Goli ručak 1959. Pjesma Howl nije napisana da bi se objavila, već da bi se pročitala na recitaciji u Six Gallery u San Franciscu 7. listopada 1955.
Pjesnik Lawrence Ferlinghetti odlučio je poslije da je objavi zajedno s nekoliko drugih pjesama u svojoj izdavačkoj kući City Lights Books u San Franciscu. U vezi s objavom, Ferlinghetti i direktor knjižare, Shigeyoshi Murao, optuženi su za distribuciju opscene književnosti i obojica su uhićeni. Prvo izdanje knjige zaplijenjeno je. Pjesma počinje riječima: Vidjeh najveće darove moje generacije uništene ludošću, dok su sjedili histerični goli.... 
Godinu poslije, 3. listopada 1957. sudac Clayton W. Horn je odlučio da je pjesma imala "pomirljivu društvenu vrijednost", što je nije činilo kažnjivom. Howl postaje najpopularnija pjesma Beat Generacije.